# اچ‌ام‌سی‌اس آنتیگونیش (کی۶۶۱)
اچ‌ام‌سی‌اس آنتیگونیش (کی۶۶۱) (به انگلیسی: HMCS Antigonish (K661)) یک کشتی است که طول آن ۲۸۳ فوت (۸۶٫۲۶ متر) می‌باشد. این کشتی در سال ۱۹۴۴ ساخته شد.